# Tempestade tropical Arthur (2020)
A tempestade tropical Arthur foi uma tempestade tropical relativamente forte fora de temporada que afetou o estado americano da Carolina do Norte em maio de 2020. A primeira depressão e a primeira tempestade nomeada da temporada recorde de furacões no Atlântico de 2020, Arthur marcou o sexto ano consecutivo na bacia do Atlântico com um início antes de junho. Foi uma das duas tempestades fora de temporada da temporada, ao lado da Tempestade Tropical Bertha, de curta duração. Originário de um amplo vale formado em 14 de maio perto de Cuba, o sistema inicial derivou lentamente para o sul da Flórida através do Estreito da Flórida por dois dias, antes de se tornar uma depressão em 16 de maio ao norte das Bahamas, começando a temporada do Atlântico. Um dia depois, o sistema seria chamado de Arthur e lentamente derivaria para o norte em direção a Outer Banks da Carolina do Norte, antes de contornar a mesma área e enfraquecer ao se mover em direção às Bermudas.
Em seus estágios de formação, Arthur causou fortes chuvas em Florida Keys e no sul da Flórida, e também causou ondas fortes na maior parte da costa leste da Flórida. As bandas externas do sistema também começariam a causar chuvas significativas e rajadas de vento ao largo de Outer Banks da Carolina do Norte, bem como correntes de agueiros ao longo da maior parte da costa sudeste.

## História meteorológica
Em maio 12, o Centro Nacional de Furacões (NHC) discutiu pela primeira vez a possibilidade de desenvolvimento subtropical ao norte das Bahamas nos dias seguintes, relacionado a um amplo sistema de baixa pressão que deveria se formar perto de Cuba. Em 13 de maio, a atividade da tempestade começou a aumentar em associação com uma depressão em desenvolvimento perto da ponta ocidental de Cuba, e o NHC considerou que o sistema em desenvolvimento tinha 70% de chance de formação subtropical nos próximos cinco dias, embora a chuva associada e a atividade da tempestade não fosse bem organizada. A convecção começou a se formar lentamente em torno do centro no início de 16 de maio, e uma circulação de baixo nível (LLC) bem definida começou a se formar deslocada ligeiramente a leste das principais tempestades. Com base nisso, o NHC atualizou a baixa para Tropical Depressão Um na noite de 16 de maio. O sistema foi considerado tropical em vez de subtropical pela sua natureza devido à convecção central profunda persistente e um raio de ventos reduzido.
Com base em relatórios de uma aeronave de caçadores de furacões de ventos fortes de tempestade tropical, o NHC atualizou o sistema para a tempestade tropical Arthur às 03:00 UTC de 17 de maio. Sendo conduzido geralmente de norte a nordeste pelas próximas horas, Arthur permaneceu bem ao largo das costas da Flórida e da Geórgia. No entanto, uma depressão de nível médio centrada nos Estados Unidos fez com que Arthur fosse lentamente empurrado para nordeste sobre uma seção de águas relativamente frias e, como resultado, a maior parte da convecção da tempestade ficou limitada ao leste da circulação. Apesar dessas condições desfavoráveis, a aeronave de reconhecimento encontrou Arthur um pouco mais forte, apesar da sua aparência no satélite ter se degradado significativamente nas últimas horas. A convecção profunda começou a se desenvolver rapidamente no centro conforme a tempestade começou a se mover sobre as águas mais quentes da Corrente do Golfo, resultando no fortalecimento. À medida que Arthur se intensificava, seu centro contornava a costa de Outer Banks na Carolina do Norte, passando por apenas 20 mi (32 km) a sudeste do Cabo Hatteras. À medida que uma crista se fortalecia ao norte, Arthur começou a ser empurrado para longe da costa da Carolina do Norte e um aumento no cisalhamento sudoeste, bem como o início da transição extratropical, começaram a separar a principal atividade convectiva da tempestade da LLC. No entanto, a tempestade ainda estava se intensificando e às 06:00 UTC em 19 de maio, Arthur atingiu a sua pressão central mínima de 990 mb (29 inHg) e sua intensidade de pico de 60 mph (95 km/h). Seis horas depois, a tempestade completou a sua transição para um ciclone extratropical, com uma frente quente se desenvolvendo atrás do agora quase totalmente exposto LLC.

## Preparações e impacto

### Caribe
O precursor de Arthur trouxe fortes chuvas na província de Granma em Cuba em 15 de maio, incluindo 78 mm (3,07 pol.) de chuva em Bayamo em apenas quatro horas. Essas chuvas resultaram em ruas inundadas e danos significativos às casas. Nas Bahamas, tempestades ocorreram na ilha Grande Bahama, onde muitos ainda estavam se recuperando dos efeitos adversos do furacão Dorian. As rajadas de vento danificaram as tendas e outros abrigos temporários em toda a ilha e as fortes chuvas causaram algumas inundações mínimas. No entanto, como os ventos mais fortes do distúrbio estavam localizados a leste do centro, os danos foram limitados.

### Estados Unidos

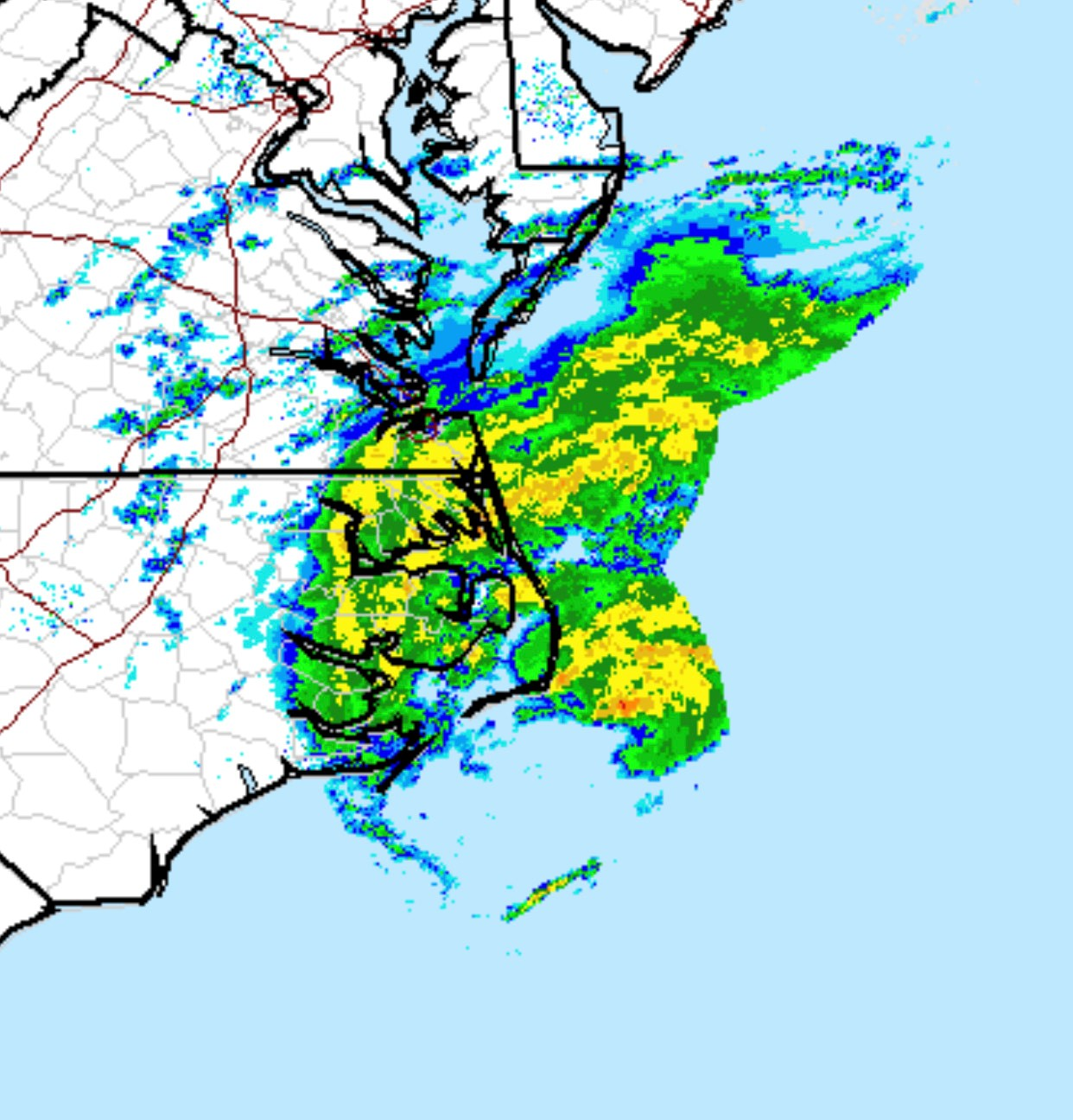
Arthur em sua abordagem mais próxima da Carolina do Norte no radar em 18 de maio

Embora Arthur nunca tenha impactado diretamente a Flórida como um sistema tropical, o sistema precursor de Arthur causou fortes chuvas e ventos fortes em Florida Keys e no sul da Flórida durante os dias 13 e 14 de maio. Mais de 101,6 mm (4 pol.) de chuva caíram em muitas seções de Middle Keys e um pico de chuva total de 5,35 pol. (135,8 mm) caiu em Maratona em 14 de maio, onde foi a décima maior quantidade de chuva registada na cidade e a segunda maior para maio. Avisos de enchentes foram emitidos para grandes porções do condado de Miami-Dade em 14 de maio, onde foram relatadas inundações nas ruas. Rajadas de vento com força de tempestade tropical, bem como trombas de água, levaram à emissão de avisos de vendaval e avisos marítimos especiais na maior parte do sul da Flórida. Correntes de agueiro na Flórida levaram ao resgate de água de 70 pessoas no condado de Volusia, 3 das quais foram hospitalizadas. Bandeiras roxas e vermelhas foram hasteadas ao longo das costas da Geórgia e da Carolina do Sul para alertar o público sobre as correntes marítimas. No mar da Geórgia, ondas de 3 a 6 pés (0,9 a 1,8 m) foram relatadas. Os danos em toda a Flórida chegaram a US $ 112.000.
Em 16 de maio, alertas de tempestade tropical foram emitidos de Surf City para Duck e Pamlico Sound para Albemarle Sound. Um dia depois, esses alertas foram atualizados para avisos de tempestade tropical enquanto Arthur se aproximava de Outer Banks. No final de 17 de maio, as condições de surfe grande já estavam ocorrendo na parte sul de Outer Banks. Chuvas torrenciais ocorreram quando as bandas de chuva externas de Arthur varreram o leste da Carolina do Norte, com 4.92 in (125 mm) de chuva caindo em Newport dentro de 6 horas e muitos outros locais registando pelo menos 3 in (76 mm) de chuva da tempestade. Rajadas de vento com força de tempestade tropical no Cabo Hatteras também foram registadas, embora a natureza desigual da tempestade tenha mantido os ventos mais fortes no mar.  Ondas de até 12,5 pés (3,8 m) foram registadas de Arthur a partir de bóias ao longo da costa de Outer Banks. Devido à inundação de Arthur, muitas rodovias em Outer Banks e no continente da Carolina do Norte foram fechadas. A SpaceX também foi forçada a atrasar o lançamento de vários satélites da Internet Starlink devido ao clima adverso de Arthur afetando a frota de recuperação. À medida que Arthur se afastava da costa, os avisos de tempestade tropical foram suspensos conforme as condições melhoravam gradualmente no final da noite.